# چن هونگیونگ
چن هونگیونگ (انگلیسی: Chen Hongyong؛ زادهٔ ۱ مهٔ ۱۹۶۶) بدمینتون‌باز اهل چین بود. وی در بازی‌های المپیک تابستانی ۱۹۹۲ شرکت کرده‌است.